# Георгије Сфранцес
Георгије Сфранцес (грч. Γεώργιος Σφραντζῆς; рођен 30. августа 1401 — умро 1477) био је достојанственик и дипломата у служби Манојла II Палеолога и његовог сина, последњег византијског цара Константина XI Драгаша. Пред крај живота се замонашио и саставио историјско-мемоарско-хроничарско дело Хронику (Chronicon) у којој је обухватио период од 1401. до 1477. године.

## Биографија

### Младост
Георгије Сфранцес се родио 30. августа 1401. године у Мореји, како је у византијско време називано полуострво Пелопонез. Припадао је племићкој породици која је, судећи по презимену, била француског порекла. Породично презиме се у почетку вероватно изговарало Францес што је био термин којим су Византинци означавали Франка односно Француза. Након Четвртог крсташког рата 1204. латинско племство се населило широм грчких крајева, али су временом неке породице примиле православље и погрчиле се. Сфранцес је по свему био прави Византинац, одан цару Константину и подозрив према Латинима и Османлијама.
Сфранцесова породица била је у служби царске династије Палеолога. Сфранцесов отац је био учитељ Томе Палеолога, будућег морејског деспота, док је цар Манојло II 1417. примио Георгија у своју службу као Томиног пажа и пратиоца. Наредне 1418. године цар је именовао млађег Сфранцеса за службеника ризнице. Манојло је умро 1425. али је на самрти разделио своју имовину синовима укључујући и своје слуге тако да је Георгија Сфранцеса препоручио свом сину Константину у чијој је пратњи Сфранцес убрзо отпутовао на Пелопонез. 

### У служби деспота Константина
Сфранцес и Константин (рођ. 1405) су били приближних година и Константин је од почетка прихватио Сфранцеса као поверљивог, лојалног и способног сарадника. Деспоту Константину је поверен северозападни део Пелопонеза (античка Ахаја) где је предузео походе ради освајања поседа латинске породице Токо. Приликом опсаде Патре марта 1429. године Сфранцес је заробљен од градске посаде, али је омогућио Константину да побегне и избегне заробљавање. После четрдесетак дана тешког сужањства, бранитељи Патре су ослободили свог угледног заробљеника који је потом посредовао у склапању примирја између Токових људи и Палеолога. Када се град у лето најзад предао Константину, деспот је именовао Сфранцеса за номиналног намесника града. Убрзо је Сфранцес упућен као дипломата султану Мурату II, сизерену међусобно завађених балканских владара. Османлије нису дозволиле јачању Византинаца на Пелопонезу и Патра је враћена породици Токо, мада је у ствари остала практично независна под влашћу локалног митрополита.
Сфранцес је наставио да често путује по различитим дипломатским задацима. Посетио је Цариград 1432. где га је цар Јован VIII наградио положајем протовестијара. Цар, а затим и султан, су том приликом одобрили замену неколико морејских тврђава између Константина и његовог брата Теодора II. Како цар Јован VIII није имао деце, његова четири брату су се неретко сукобљавала око питања наслеђа престола. Да би се избегли нови сукоби, 1437. преговорима, у којима је Сфранцес представљао свог господара, решено је да Теодор и Тома остану у Мореји, Димитрије и Константин уз цара у Константинопољу. У новембру 1437. цар, деспот Димитрије и бројна византијска делегација су се упутили у Италију како би учествовали на Сабору у Фиренци. У току наредне две године (1437—1439) Сфранцес је боравио у Цариграду уз деспота Константина који је током братовљевог одсуства служио као регент. Током овог периода, Сфранцес се 1438. оженио далеком царском рођаком Хеленом Палеолог Цамплак. Деспот Константин му је кумовао на венчању, а у мају 1439. је и крстио Сфранцесовог сина Јована. Кумство је потврђено и 1441. када се породици Сфранцес родила ћерка Тамара.
У међувремену, 1442. Сфранцес је пренео тајну поруку цару и султану који су се сложили да деспот Константин преузме породичну апанажу са центром у Селимбрији на Мраморном мору одакле би могао да преузме власт по смрти Јована Осмог пре осталих такмаца. Константин је затим 1445. године послао Сфранцеса у Мистру где је овај преузео управу над околним областима као деспотов намесник. „Никоме раније нису поверена толика овлашћења у провинцији Мистри“, записао је Сфранцес самозадовољним тоном („Хроника“, 18, 1.).

### Крај Византијског царства
Цар Јован VIII Палеолог је преминуо 31. октобра 1447. године и Сфранцес је убрзо поново упућен Мурату II како би обезбедио султанов пристанак да Константин наследи византијски престо. Константин XI је од 1442. био по други пут удовичен, али сада када је постао цар сматрало се да би било неопходно да се по трећи пут ожени. Октобра 1449. Сфранцес је отпослат на исток на дворове Грузије и Трапезунтског царства како би испросио достојну невесту за новог цара. У време када је из Грузије пристигао у Трапезунт у фебруару 1451. године Сфранцес је сазнао за смрт султана Мурата II. Султанова удовица Мара Бранковић, за коју се причало да има великог утицаја на младог Мехмеда II, управо је била послата са свим почастима са османског двора својим старим родитељима у Србију. Сфранцес је предложио Константину XI женидбу са Маром која би помогла да се олакша тежак положај Царства сведеног готово само на своју престоницу. Цар је са ентузијазмом прихватио предлог, али је Мара убрзо обелоданила да после избављења из турског харема, у знак захвалности Богу, више нема намеру да се удаје. За утеху, Сфранцес је уговорио царев брак са ћерком грузијског краља Георгија VIII. Када се вратио у Константинов град Сфранцес је почаствован новим достојанством, овога пута великог логотета.
Свадба Константина и грузијске принцезе планирана за пролеће 1452. никада се није одиграла, пошто је Мехмед почео са блокадом Града. Током опсаде Цариграда 1453. године Сфранцес је био један од заповедника одбране. У тренутку када је 29. маја 1453. године започео турски продор у Град, Сфранцес се налазио на дужности, тако да касније није могао да посведочи о последњим часовима Константина XI.
Након пада Цариграда, Сфранцес и његова породица су допали турскога ропства. Георгије Сфранцес је у септембру 1453. године успео да откупи своју слободу, али је његово двоје деце продато султану. У децембру, Сфранцесов син Јован је убијен султановом руком због наводног учешћа у завери. У исто време, Сфранцес је отпутовао у Мореју и деспот Тома Палеолог га је наградио повељом у коме му је препустио приходе једног пелопонеског села. Одатле је у јесен 1454. отпутовао у Тракију и у Једрену је откупио и своју супругу. Најзад, у септембру 1455. и Сфранцесова ћерка је преминула од епидемије која је завладала међу женама у султановом сарају.
Након неколико година, Мехмед II се окренуо и освајању Мореје, последње византијске енклаве. У сукобу са братом Томом, деспот Димитрије је позвао у помоћ султана коме је такав позив дошао у прави час. У пролеће 1460. Мехмед Освајач је присилио Димитрија на предају у Мистри, оженио деспотову ћерку, а њега послао у изгнанство у Једрене. Деспот Тома и племство из његове пратње, укључујући и Сфранцеса, побегли су на млетачки Крф у току лета 1460. године. Иако је султан нудио Томи посед на османској територији, деспот и његови људи се нису усудили да се одазову на Мехмедове понуде, већ су почели да траже трајно уточиште у Италији.

### Последње године
Већ на Крфу Сфранцес је почео да размишља о прихватању монашког завета, али се у локалном манастиру св. Илије није слагао са тамашњим калуђерима. Усред живота у оскудици решио се на пут у Италију, где је у Риму папа Пије II деспоту Томи Палеологу (умро 1465), а доцније и његовој деци, одобрио скромну апанажу. Заштитник византијских избеглица у Риму био је учени кардинал Висарион, Грк католичке вероисповести и титуларни латински патријарх Константинопоља. Током лета 1466. Сфранцес је нешто више од месец дана провео у Риму у друштву Томиних синова, обишао је бројна хришћанска светилишта, али није успео да добије било какву конкретну помоћ. Сфранцес се већ сматрао старим, болесним и психички сломљеним и крајем 1467. је путовао Јелени Палеолог, ташти Леонарда III Тока, владара острва Леукас. Али, ни овде Сфранцес није могао да добије редовну новчану потпору пошто је и породица Токо спала на посед неколико острва у Јонском мору.
Мучен хроничном реумом, Сфранцес се 1. августа 1468. године замонашио и узео ново име Григорије, а исто је учинила и његова супруга Јелена, сада монахиња Евпраксија. Познато нам је и да је Сфранцес у неколико наврата тешко боловао, и у јесен 1476. године је као последица болести изгубио слух и остао трајно везан за кревет. Последњи запис који је Сфранцес унео у своју Хронику се односи на догађаје из лета 1477. године. Дело је остало без било каквог епилога што упућује на закључак да је аутор преминуо недуго затим.

## СфранцесоваХроника

### Две верзије и два аутора
Сфранцесово дело стигло је до нас у две верзије, дужој, која се у науци називала Дуга хроника (Chronicon Maius) и краћој, познатој као Кратка хроника (Chronicon Minus). Током 19. века сматрало се да је Дуга хроника оригинално Сфранцесово дело, а да је Кратка хроника њен каснији сажетак. Међутим, читав проблем је решен 1946. када је Ј. Р. Лоенерц (J.R. Loenertz) објавио резултате својих истраживања. Лоенерц је упоредио две верзије Хронике, њихове језичке и литерарне одлике и закључио је да је Кратка хроника у ствари првобитан облик дела које је саставио Георгије Сфранцес у 15. веку.
За аутора Дуге хронике данас се сматра митрополит Монемвасије Макарије Мелисург из 16. века. Након пораза османске флоте код Лепанта 1571. године, Макарије и његов брат Теодор су подигли устанак против турске власти на Пелопонезу. Након пропасти устанка браћа Мелисурги су побегли у хабзбуршки Напуљ и затражили подршку шпанског краља Филипа II за даљу борбу против Турака. Макарије се у Напуљу почео представљати као потомак византијске племићке породице Мелисена и у том циљу је прерадио Сфранцесову Хронику како би промовисао већ заборављену византијску прошлост. Бивши митрополит је умро у Напуљу 1585. године и сахрањен је као Макарије Мелисен. Остао је упамћен као вешт фалсификатор византијских докумената. Иако је Макарије Мелисург-Мелисен раније сматран за плагијатора, данас се његова Дуга хроника сматра за најважније књижевно дело написано на новогрчком у 16. веку, у периоду које Грци обично називају Мрачним добом.

### Chronicon Minus
Кратка хроника се може поделити грубо на два дела, кратак увод и главнину. Кратак увод (период између 1401. и 1412) описује повратак Манојла II са Запада, рођење Константина XI и династичке борбе међу синовима Бајазита I. Главни део Хронике излаже у аналитичком маниру, из године у годину, најважније догађаје од 1413. до 1477. године. Међутим, Сфранцево дело, иако невеликог обима, представља много више од просте хронологије. На првом месту, Хроника носи снажан лични печат аутора. Сфранцес открива своје личне несугласице и нерасположење према бројним византијским достојанственицима или и самим члановима династије Палеолога (нпр. према Димитрију Палеологу). Поред тога, као што би се и очекивало, показује непријатељство према Турцима, нарочито Мехмеду Освајачу, који би се могао назвати главним негативцем Хронике, и Латинима. Са друге стране и сам аутор је самокритичан и каже да „нема ни једног греха који нисам починио делом или мишљу“ („Хроника“, 48, 1.).
Сфранцес је изгледа желео да изложи своја сећања на последње деценије византијског света и судбину оних који су преживели пад Цариграда и доцније и Морејске деспотовине. У његовом делу нема теоретисања о сврси историје или узроцима пропадања и коначног пада Византије. И у погледу структуре и језика Сфранцес се разликује од канона византијске историографије. У Хроници нема цитата из античких аутора, већ искључиво из Библије. Аутор не користи античке, архаичне термине како би означио топониме или имена народа. Исто тако и језик којим се користи је говорни језик 15. века обогаћен речима преузетих у грчком из османског турског и староиталијанског.
Хроника Георгија Сфранцеса је дело које нам пружа богате вести о историји, схватањима, дворском животу, дипломатији и спољној политици Византинаца 15. века. Сфранцес је у исто време и последњи византијски аутор али је и међу првим историчарима новог, поствизантијског (туркократског) доба.

## Белешке
1. ↑  Често се наводи да је његово презиме Францес, али је тај облик настао после његове смрти и не одговара његовом стварном презимену. То је у свом раду показао француски византолог Виталијен Лоран.[1]